# Estação Pep Ventura

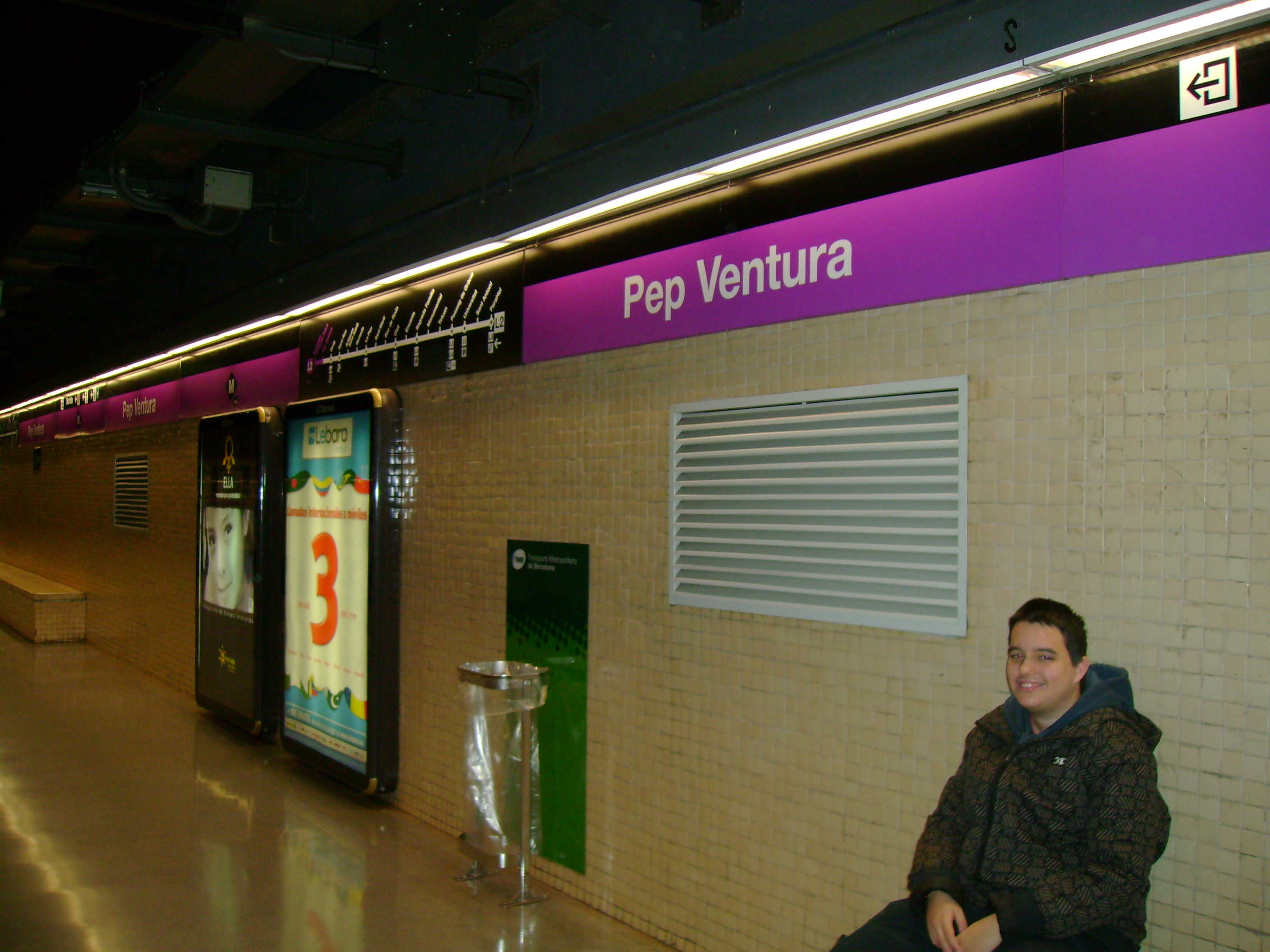
Estação Pep Ventura em 2012.

Pep Ventura é uma estação da linha Linha 2 do Metro de Barcelona.

## Acesso à estação
A estação está localizado junto a Marquès de Mont-roig no planalto de Pep Ventura e Badalona.A estação está localizada na Avinguda del Marqués de Mont-Roig, perto do Plateau de Pep Ventura, (que dá o nome à estação), e Badalona.
- Avinguda Alfons XIII
- Avinguda Marquès de Mont-roig
- Plaça Països Catalans